# Maurycy i Hawranek
Maurycy i Hawranek – serial animowany wyprodukowany w studiu filmowym Se-ma-for na zamówienie Telewizji Polskiej.
Maurycy i Hawranek składa się z 13 odcinków – jest to serial lalkowy, oparty na książce Zbigniewa Żakiewicza Dwaj dzielni z Plimplańskiego Lasu.
Obaj bohaterowie mieszkają w Plimplańskim Lesie. Poznają tamtejsze zwierzęta i zmagają się ze złym czarownikiem Plimplanem. Hawranek jest nieco niezdarny i bojaźliwy. Maurycego natomiast charakteryzuje większa roztropność.

## Spis odcinków
| Nr | Tytuł odcinka      | Reżyser                  | Operator kamery    |
| -- | ------------------ | ------------------------ | ------------------ |
| 1  | Wszystko skreślam! | Marian Kiełbaszczak      | Stanisław Kucner   |
| 2  | Echo               | Teresa Puchowska-Sturlis | Eugeniusz Ignaciuk |
| 3  | Kisiu misiu        | Teresa Puchowska-Sturlis | Eugeniusz Ignaciuk |
| 4  | Szalony ryś        | Marian Kiełbaszczak      | Stanisław Kucner   |
| 5  | Chomikowanie       | Marian Kiełbaszczak      | Stanisław Kucner   |
| 6  | Przygoda z czajką  | Marek Małecki            | Stanisław Kucner   |
| 7  | Sposób na mrówki   | Dariusz Zawilski         | Stanisław Kucner   |
| 8  | Piąta klepka       | Dariusz Zawilski         | Stanisław Kucner   |
| 9  | Plimplan           | Wojciech Gierłowski      | Bogdan Malicki     |
| 10 | Urodziny           | Marek Małecki            | Stanisław Kucner   |
| 11 | Pułapka            | Marek Małecki            | Stanisław Kucner   |
| 12 | Żaba w kąpieli     | Dariusz Zawilski         | Stanisław Kucner   |
| 13 | Łakomczuch         | Teresa Puchowska-Sturlis | Stanisław Kucner   |